# جوازة بمليون جنية
جوازة بمليون جنيه مسرحية كوميدية مصرية، عُرضت في سنة 1974 من تأليف عبد الله فرغلي وإخراج سمير العصفوري، بطولة صلاح ذو الفقار وعقيلة راتب. عُرضت المسرحية علي مسرح الريحاني. يُعد هذا اللقاء المسرحي الوحيد بين صلاح ذو الفقار وعقيلة راتب.

## بطولة
- صلاح ذو الفقار
- عقيلة راتب
- بوسي
- محمود التوني